# Rosići
Rosići (Servisch cyrillisch Росићи) is een plaats in de Servische gemeente Kosjerić. De plaats telt 316 inwoners (2002).